# Nassaugrouper
Nassaugrouper (Epinephelus striatus) är en art i familjen havsabborrfiskar som finns i västra Atlanten. 

## Utseende
En kraftig, avlång fisk med stort huvud. Ryggfenan har 9 taggstrålar med fria spetsar och 3:e eller 4:e strålen längst, samt 16 till 18 mjukstrålar. Analfenan har 3 taggstrålar och 8 mjukstrålar, medan bröstfenorna har 17 till 19 mjukstrålar. Stjärtfenan är konvex hos de vuxna fiskarna, mera mjukt rundad utan tydliga hörn hos ungdjuren. Grundfärgen är vanligtvis ljust gulbrun, med 5 mörkbruna tvärstreck längs sidorna (det 3:e och 4:e tvärstrecket delar sig upptill och formar tillsammans ett "W") samt en stor, svart, sadelformad fläck på övre delen av stjärtfenans spole. Ett band går dessutom från nosspets till ryggfenans främre kant. Under och bakom ögat har den en rad små, svarta prickar. Vissa individer har oregelbundna, bleka fläckar över huvud och kropp, medan djupvattenslevande exemplar kan vara skära till rödaktiga på undersidan. Arten har förmåga att snabbt byta färg beroende på humör, och växla från nästan helt vitt till ljämnbrunt på några minuter. Den kan även uppvisa ett tvåfärgat mönster med undersidan, inklusive alla fenorna utom ryggfenan vita, ett vitt längsband mitt på kroppen och resten brunt när den möter en artfrände som står över den i rang. Fenoment tros ha aggressionsdämpande effekt. Som mest kan den bli 122 cm lång och väga 25 kg, men vanligtvis håller sig längden hos de vuxna fiskarna mellan 8 och 72 cm (32 cm i medeltal) och vikten mellan 2 och 27 kg (medelvärde 12 kg).

## Vanor
Nassaugroupern är vanligast på grunda rev, men förekommer också på sjögräsklädda bottnar. Den kan gå ner till 100 meters djup, men föredrar vattendjup mindre än 30 meter. Större ungfiskar och unga vuxna föredrar koraller med kraftig algväxt. Den tål stora förändringar i vattnets salthalt. Arten är normalt solitär utanför parningstiden, även om den tillfälligtvis kan bilda stim. Den besöker ofta putsarfiskar, och låter dessa befria dem från parasiter från kroppen, munnen och gälarna.
Arten betraktas som en orädd, vänlig art, och låter sig ofta matas av sportdykare. Den är långlivad; medan den normala livslängden är 12 till 16 år, är den högsta konstaterade åldern för en vildlevande individ 29 år.

### Föda
Födan består främst av fisk, kräftdjur som räkor, krabbor och humrar samt åttaarmade bläckfiskar. Den tar i regel bytet från bakhåll, där den utnyttjar färgteckningens kamouflage och sin möjlighet att ändra färg. Bytet sugs vanligen in helt i munnen.

### Fortplantning
Parningstiden varierar beroende på det geografiska läget: I den södra delen av utbredningsområdet varar den från december och februari, medan den i den norra delen sträcker sig från maj till augusti. 100 000-tals fiskar samlas, och samma lekområden tenderar att användas år från år.  Ett regelrätt, ritualiserat lekförfarande börjar under sen eftermiddag, och honan lägger rommen, som befruktas av hanen, före solnedgången. Äggen kläcks 1 till 2 dygn efter befruktning. Larvperioden, innan ungarna får det typiska fiskutseendet, varar mellan 35 och 40 dagar. Ungarna utvecklas långsamt, och blir inte könsmogna förrän vid 4 till 8 års ålder, med 5 år som ett genomsnitt.

## Betydelse för människan
Nassaugroupern är föremål för både kommersiellt fiske och sportfiske. Den är en av de ekonomiskt sett viktigaste matfiskarna i Västindien och säljes färsk, vanligtvis med vikter från 2 till 10 kg.

## Status
Arten är klassificerad som starkt hotad ("EN", underklassificering "A2ad") av IUCN och beståndet minskar. De senaste 30 åren har det gått ner med ungefär 60%. Främsta orsaken är överfiske, i synnerhet som en stor del av fångsten sker när fiskarna samlats för att leka.

## Utbredning
Utbredningsområdet omfattar Florida i USA,  Bermudaöarna, Bahamas och Västindien. Vissa tecken finns att det skulle finnas en andra population längs Brasiliens kust, ungefär från Forteleza till Rio de Janeiro, men dessa uppgifter är inte helt säkra.